# Zamera 2
Zamera 2 (izvirni angleški naslov: The Grudge 2) je ameriška nadnaravna grozljivka iz leta 2006, delo filmskega režiserja Takašija Šimiza, avtorja filmske serije Ju-on, in scenarista Stephena Susca. Film je nadaljevanje Zamere (The Grudge) iz leta 2004. Produciral ga je Sam Raimi, v njem pa igrajo  Sarah Michelle Gellar, Amber Tamblyn, Edison Chen, Arielle Kebbel, Teresa Palmer, Misako Uno, Matthew Knight in Takako Fuji. V nasprotju s prvim filmom ta ni remake nobenega japonskega filma in ima drugačno zgodbo. Tako kot prvi del pa tudi ta film sledi nepojasnjenim, a med seboj povezanim dogodkom.
Film je bil v Severni Ameriki izdan 13. oktobra (na petek trinajstega), v Združenem kraljestvu 20. oktobra in v Avstraliji 26. oktobra 2006. Po filmskem uspehu je sledilo nadaljevanje Zamera 3 (Grudge 3) leta 2009.

## Vsebina
V japonski družbi velja, da ko nekdo umre v velikem besu ali mukah, se rodi prekletstvo. Tisti, ki se bodo srečali s to nadnaravno silo, bodo pogubljeni. Žrtve tega prekletstva so člani družine Saeki, ki kot duhovi ubijejo vsakega, ki vstopi v njihovo hišo v predmestju Tokia. Mož Takeo je namreč ubil ženo Kajako, sina Toshia in njegovega mačka Mara, ko je spoznal, da Kajako ljubi drugega. Kmalu zatem je Kajakin duh obesil in ubil Takea. V prvem filmu je socialna delavka Karen Davis poskušala zažgati to hišo, vendar ji ni uspelo. Premeščena je bila v bolnišnico in ugotovila, da je še vedno tarča Kajako. Film prikazuje dogodke v letih 2004 in 2006, a ne v kronološkem zaporedju.
Karenina mlajša sestra Aubrey se napoti v Tokio, ko ji njena bolna mama razloži Karenino situacijo. Na Japonskem Aubrey pri prevajanju pomaga novinar Eason. Aubrey na hitro govori s Karen, vendar ta zažene paniko, zato jo zvežejo. Karen se osvobodi in teče čez bolnišnico s Kajako za petami, toda ko pride na streho, jo Kajako pahne z nje in tako pade točno pred Aubrey ter Easona. Eason pojasni prekletstvo Aubrey in ji pove, da je on rešil Karen iz požara, medtem ko je on raziskoval umore Saekijevih. Eason se odpravi po Kajakin dnevnik v hišo, vendar Tošio za nogo zagrabi Aubrey, ki tako postane prekleta.
Eason prebere dnevnik, kjer izve, da je bila Kajakina mati, ga. Kavamata, izganjalka hudiča, ki je zle duhove iz ljudi spravljala v svojo hčerko. Aubrey in Eason se naslednji dan odločita obiskati gospo Kavamata, vendar ponoči Easona v njegovi sobi kjer razvija fotzografije, ubije Kajako. Aubrey tako sama obišče gospo Kavamata, ki ji pove, da prekletstva ne more preklicati, kmalu zatem pa jo ubije njena hči. Aubrey se vrne v hišo, kjer ji Takeo zlomi vrat in jo ubije.
Dve leti kasneje šolarke Allison Flemming, Vanessa, in Mijuki vdrejo v hišo. Allison dekleti zapreta v omaro, kjer sreča Aubreyin duh in pobegne. Po tem začneta Mijuki in Vanessa opažati posledice prekletstva. Allison o tem obvesti ravnateljico šole, ki ji pove, da je tudi sama šla v to hišo. Allison izve, da pravzaprav govori z ravnateljičinim duhom. Ker ji duhovi njenih prijateljic vztrajno sledijo, se vrne v Chicago, kjer ostane pri svojih starših.
Nekaj mesecev kasneje se družina Kimble preseli v novo stanovanje v Chicagu. Mladenič Jake začne opažati neznanca s kapuco, ki je okna svoje sobe polepil s časopisnimi papirji. Jakeov oče Bill in mačeha Trish prva podležeta prekletstvu. Bill jo obtoži, da ima razmerje z drugim moškim, vendar ga ona ubije z vročo ponvijo. Jake in njegova sestra Lacey se vrneta iz šole in Jake izve, da je njegova družina mrtva. Steče k osebi s kapuco, za katero se izkaže, da je Allison. Ta mu pove, da ji je prekletstvo sledilo in Kajako se pojavi v njeni kapuci ter jo zagrabi in končno dobi, nato pa skuša napasti še Jakea.

## Igralci
- Sarah Michelle Gellar kot Karen Davis, preživela iz Zamere, ki trpi za travmami
- Amber Tamblyn kot Aubrey Davis, Karenina sestra
- Arielle Kebbel kot Allison Fleming, sramežljiva in čustvena študentka na izmenjavi
- Takako Fudži kot Kajako Saeki
  - Kjka Takizava kot mlada Kajako
- Edison Chen kot Eason, novinar, ki raziskuje umore Saekijevih
- Teresa Palmer kot Vanessa Cassidy, popularna dijakinja japonske mednarodne srednje šole
- Misako Uno kot Mijuki Nazava, Vanessina najboljša prijateljica
- Matthew Knight kot Jake Kimble, mladenič, ki sumi, da se nekaj dogaja v njihovi hiši
- Sarah Roemer kot Lacey Kimble, navijačica in Jakova prijazna ter podpirajoča starejša sestra
- Jennifer Beals kot Trish Kimble, Billova nova žena
- Christopher Cousins kot Bill Kimble, Jakov in Laceyin oče
- Jenna Dewan kot Sally, Laceyina soseda in najboljša prijateljica
- Eve Gordon kot gdč. Dale, ravnateljica japonske mednarodne srednje šole
- Ohga Tanaka in Juja Ozeki kot Tošio Saeki
- Takaši Macujama kot Takeo Saeki, Kajakin mož, ki je pobesnel, ko je ugotovil, da se je žena zaljubila v drugega
- Joanna Cassidy kot ga. Davis, Karenina in Aubreyina bolna mati
- Shaun Sipos kot Michael, Mijukin fant
- Kim Mijori kot Nakagawa Kawamata, ki je Kayakina mati
- Paul Jarrett kot John Fleming, Allisonin oče
- Gwen Lorenzetti kot Annie Fleming, Allisonina mama